# قصه‌های بیدل نقال
قصه‌های بیدل نقال(به انگلیسی: The Tales of Beedle the Bard) یک کتاب نوشته شده توسط جی.کی. رولینگ است که در دنیای هری پاتر اتفاق می‌افتد و شامل قصه‌هایی است که برای کودکان و نوجوانان دنیای جادوگران نوشته شده‌اند. این کتاب توسط جی.کی. رولینگ نوشته و طراحی شده‌است.

در کتاب هفتم هری پاتر با نام و خود قصه‌های بیدل از زبان زنوفیلیوس لاوگود آشنا می‌شویم. در وصیت‌نامهٔ دامبلدور این کتاب به عنوان ارثیه برای هرمیون گرنجر دوست هری پاتر در نظر گرفته شده‌است که در صفحات آن علامت یادگاران مرگ به چشم می‌خورد و آن‌ها را به سمت نکتهٔ مورد نظر دامبلدور یعنی جمع‌آوری این سه یادگاران برای شکست لرد سیاه معطوف می‌کند.
کتاب بیدل نقال در دنیای جادویی با مقدمهٔ مفصل دامبلدور به چاپ رسید که نقد خردمندانه‌ای بر آن است. این کتاب شامل قصه هایجادوگر و دیگ جهنده، چشمه ی خوشبختی، قلب مودار جادوکار و قصه ی سه برادراست.

## ترجمه‌ها
این کتاب توسط انتشارات تندیس با ترجمهٔ ویدا اسلامیه نیز منتشر شده‌است. نسخهٔ الکترونیکی کامل تمهٔ دیگری را نیز سایت دمنتور منتشر کرده‌است.

## یادداشت
1. ↑  "J. K. Rowling's The Tales of Beedle the Bard", Amazon.com (به انگلیسی)
2. ↑  Rowling, ‎J. K. (2007), "The Will of Albus Dumbledore", Harry Potter and the Deathly Hallows (به انگلیسی){{citation}}:  نگهداری یادکرد:نام‌های متعدد:فهرست نویسندگان (link)
3. ↑  "Rare JK Rowling book fetches £2m", BBC news (به انگلیسی), 2007-12-13 Retrieved on 2008-05-20.